# Yuriko Miyamoto

Yuriko Miyamoto (japonès: 宮本百合子)  (Koishikawa-ku, 13 de febrer de 1899 - Tòquio, 21 de gener de 1951) fou una escriptora japonesa feminista, pertanyent als períodes Taishō i Shōwa. El seu nom de naixement era Chūjō Yuriko.(1)

## Biografia

### Primers anys
Miyamoto Yuriko nasqué a Tòquio, en una família de classe mitjana alta. Son pare era professor d'arquitectura de la Universitat de Tòquio. Des de molt jove, Yuriko s'interessà pel feminisme i l'activisme progressista.

### Carrera literària
En la seua joventut, es vinculà a la Universitat de Dones del Japó, on començà a escriure, com ara el relat curt Mazushiki hitobito no mure (Una multitud de gent pobra), que publicà la prestigiosa revista Chūō Kōron al setembre del 1916, i que acabaria guanyat un premi del cercle literari Shirakaba. Va deixar la universitat sense llicenciar-se, i viatjà als Estats Units amb el seu pare. Va estudiar en la Universitat de Colúmbia, i allí va conéixer el seu primer marit, Araki Shigeru. La parella es divorciaria el 1924. El seu llibre autobiogràfic Nobuko (1924–1926) relata els daltabaixos del seu primer matrimoni, els seus viatges, i com pogué aconseguir la independència com a dona soltera.

### Rússia
El 1927 viatjà a la Unió Soviètica al costat de l'escriptora Yuasa Yoshiko. A Moscou, ambdues van estudiar la literatura russa, i arribaren a ser molt amigues del cineasta Serguei Eisenstein. De tornada al Japó, Miyamoto edità la revista Hataraku Fujin (Dones Treballadores) i fou una figura clau en el moviment proletari literari. Entrà en el Partit Comunista, i en una de les seues reunions conegué a Miyamoto Kenji, que seria el seu segon marit.

### Presó
Després del 1932, després de les lleis de supressió dels moviments d'esquerra, els treballs de Miyamoto van ser severament censurats, i la seua revista fou prohibida. Va ser arrestada en repetides ocasions, i passà més de dos anys a la presó entre el 1932 i el 1942. El seu espòs Miyamoto Kenji estigué de desembre del 1933 a l'agost del 1945 també empresonat. Durant el període de guerra, encara que no se li permetia publicar, Yuriko escrigué molts assaigs.

### Postguerra
En l'època de la postguerra, es reuní de nou amb el seu marit i continuà amb les seues activitats comunistes. Aquest període fou el més prolífic de la seua carrera literària. Va publicar dues novel·les, Banshū heiya i Fūchisō, narrant les seues experiències després de la rendició del Japó. Totes dues en reberen el Premi "Mancini" del 1947.
Miyamoto publicà un recull d'assaigs i crítica literària: Fujin to Bungaku (Dones i literatura, 1947), una recopilació d'unes 900 cartes entre ella i el seu espòs empresonat titulada Juninen no tegami (Cartes de vint anys, 1950–1952) i les novel·les Futatsu no niwa (Dos jardins, 1948) i Dōhyō (Fites, 1950).
Va morir per complicacions de la meningitis que patia, el 1951.